# Hungunbad, Devadurga
Hungunbad là một làng thuộc tehsil Devadurga, huyện Raichur, bang Karnataka, Ấn Độ.